# 賈義 (成化舉人)
賈義（15世紀—15世紀），字宜之，浙江金華府金華縣人，明朝政治人物。

## 生平
賈義曾跟隨蘭谿理學家鄭錡學習，成化七年（1471年）中辛卯科舉人，官至敘州同知。他在敘州檢查田地、平反冤獄，把從軍籍冒稱民籍者三百多人退還原籍，又經考察後要求狡猾者交還積欠而無法追查的八十七萬石糧食。敘州屬下慶符縣偏僻而無城郭，盜賊突然搶掠縣內庫金，逃亡到邊遠地區，上級命令他督兵擒拿賊人，俘獲二十七人並還回所失金錢；敘州夷漢雜處，曾因緣茶上貢引致事變，他上請於高縣、戎縣、珙縣、筠連縣四縣縣設長官司督理夷人茶貢，秩滿後士民千多人請求他留任，吏部使者本來已為他題請，他卻積勞成疾，在任內去世，入祀敘州名宦祠。
賈義之子賈倣在他死後扶棺木回鄉，建墓只用石頭數片；孫子賈應槐積德有修養，隱居不仕，曾在城郭外遇上盜賊，對方卻因他的德行不敢騷擾。

## 引用
1. 1 2  光緒《金華縣志·卷八·志人物第三》：賈義，字宜之，時蘭谿鄭湘之倡明理學，義父文敬遣義從之游，成化四年舉於鄉，歷官至敘州府同知，檢覈屯地、平反疑獄，郡多以軍竄入民籍，脫漏營伍三百餘，義悉還；民逋糧八十七萬石，因循至不可究詰，義廉為豪猾侵漁，而委之逃絕小戶，乃令民得自首覈實追償。屬邑慶符僻無城郭，盜突入掠庫金殆盡，亡匿筰僰閒，大吏檄義督兵擒捕，俘獲二十七人，悉還所失金；夷漢襍處，每緣茶貢事至激變，義請於高、戎、洪【珙】、筠四縣縣設長官司一人，專督夷人茶貢，其後寧謐，滿考士民千餘人願再留任，部使者將為題請，會以勞成疾卒於官，祀敘州名宦。其子倣砥孤行立節扶櫬還，止載墓石數片；孫應槐積德好修，隱處不仕，嘗郭外遇盜，而盜化其德不敢攘云。 舊志